# Hợp đồng xây dựng

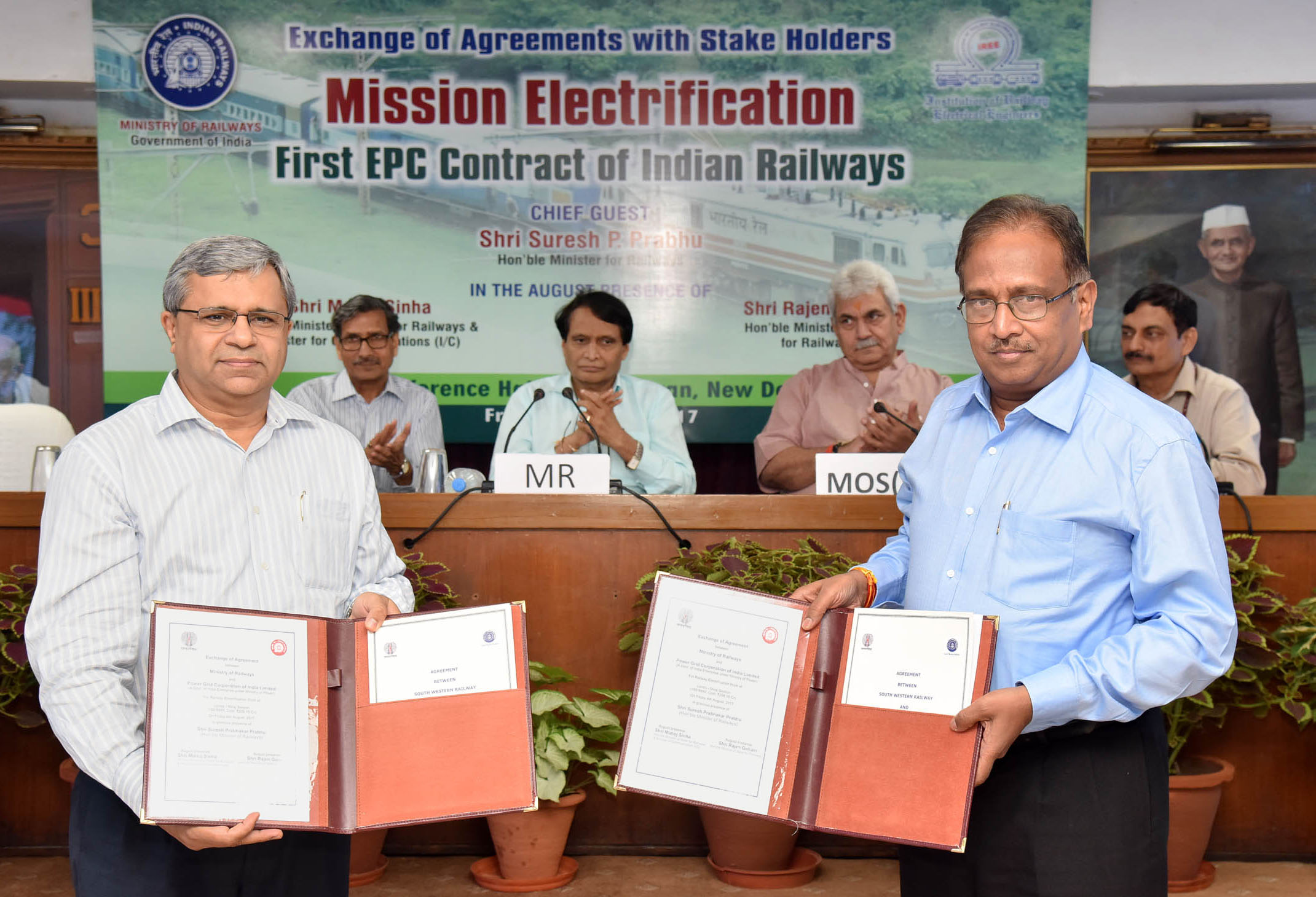
Lễ ký kết Hợp đồng xây dựng ở Ấn Độ

Hợp đồng xây dựng (Construction contract) là một thỏa thuận ràng buộc về mặt pháp lý hoặc song phương giữa hai bên dựa trên các chính sách và điều kiện được ghi nhận dưới dạng văn bản theo thể thức hợp đồng. Hai bên liên quan bao gồm một hoặc nhiều chủ sở hữu bất động sản và một hoặc nhiều nhà thầu. Chủ sở hữu, thường được gọi là "chủ đầu tư" hoặc là "bên giao thầu" có toàn quyền quyết định loại hợp đồng nào sẽ được sử dụng cho một dự án phát triển cụ thể sẽ được xây dựng và đặt ra các điều khoản và điều kiện ràng buộc về mặt pháp lý trong một thỏa thuận hợp đồng. Hợp đồng xây dựng là một văn bản quan trọng vì nó nêu rõ phạm vi công việc, rủi ro, thời hạn, nghĩa vụ, sản phẩm bàn giao và quyền lợi pháp lý của cả nhà thầu và chủ đầu tư. Ở Việt Nam, theo quy định của pháp luật về xây dựng thì "Hợp đồng xây dựng là hợp đồng dân sự được thỏa thuận bằng văn bản giữa bên giao thầu và bên nhận thầu để thực hiện một phần hay toàn bộ công việc trong hoạt động đầu tư xây dựng".

## Các loại
Có ba loại hợp đồng xây dựng chính, được xác định theo cơ chế tính toán số tiền mà chủ đầu tư phải trả gồm hợp đồng trọn gói, hợp đồng đo đạc lại (re-measurement contracts) và hợp đồng hoàn trả chi phí. Các loại hợp đồng khác nhau chủ yếu phụ thuộc vào việc bên nào chịu rủi ro liên quan, bên nào phải trả chi phí phát sinh, và bên nào được giữ lại khoản tiết kiệm nếu chi phí dự án thấp hơn chi phí ước tính. Các loại hợp đồng khác và mô tả mục đích hợp đồng bao gồm Hợp đồng thương mại, Hợp đồng xây dựng dân dụng, Hợp đồng theo tỷ lệ phần trăm, Hợp đồng theo tỷ lệ mặt hàng hoặc Hợp đồng theo đơn giá, Hợp đồng trọn gói và hợp đồng theo lịch trình, Hợp đồng chi phí cố định cộng phí, Hợp đồng chi phí cộng tỷ lệ phần trăm chi phí, Thỏa thuận thầu phụ, Hợp đồng đặc biệt.

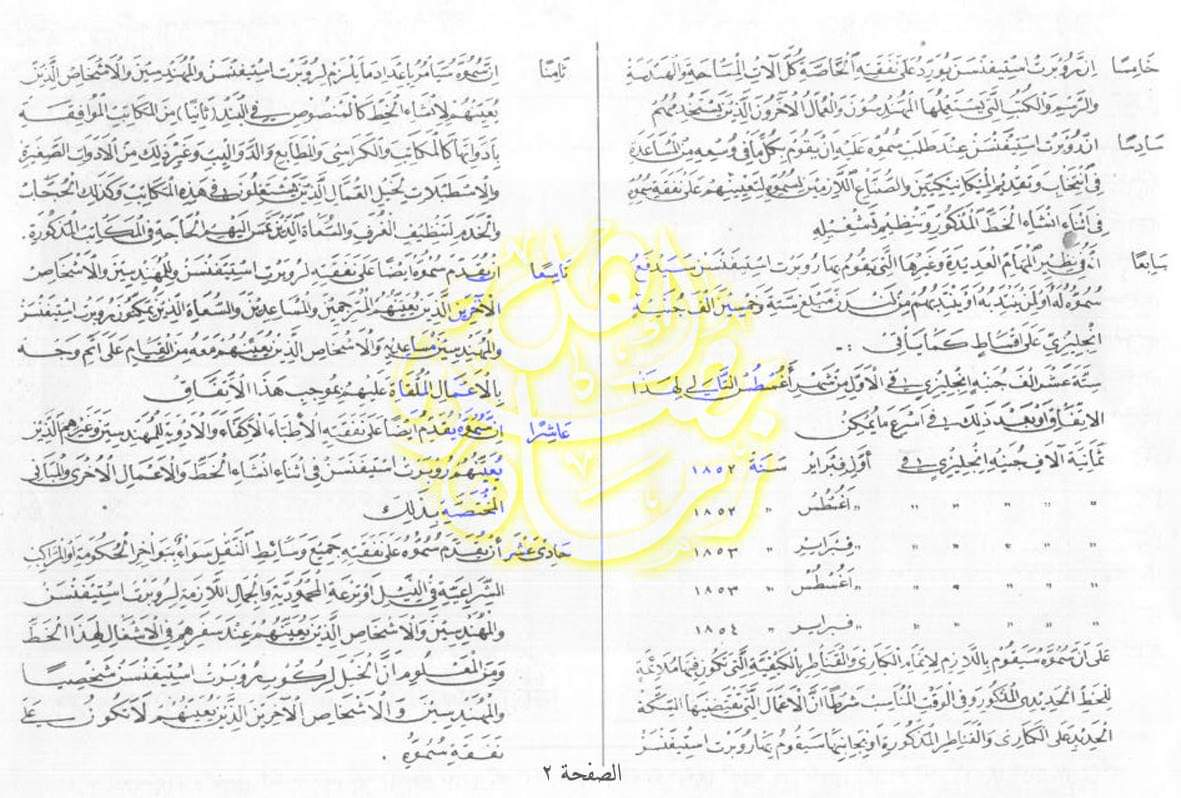
Một bản hợp đồng xây dựng ở Ai Cập

Theo phân loại của pháp luật Việt Nam thì tùy theo tính chất, nội dung công việc hợp đồng xây dựng có các loại sau:
- Hợp đồng tư vấn xây dựng (viết tắt là hợp đồng tư vấn) là hợp đồng để thực hiện một, một số hay toàn bộ công việc tư vấn trong hoạt động đầu tư xây dựng gọi là tư vấn xây dựng.
- Hợp đồng thi công xây dựng công trình (viết tắt là hợp đồng thi công xây dựng) là hợp đồng để thực hiện việc thi công xây dựng công trình, hạng mục công trình hoặc phần việc xây dựng theo thiết kế xây dựng công trình. Trong đó, hợp đồng tổng thầu thi công xây dựng công trình là hợp đồng thi công xây dựng để thực hiện tất cả các công trình của một dự án đầu tư.
- Hợp đồng mua sắm vật tư, thiết bị là hợp đồng thực hiện việc mua sắm vật tư, thiết bị để lắp đặt vào công trình xây dựng theo thiết kế công nghệ. Hợp đồng tổng thầu mua sắm vật tư, thiết bị là hợp đồng mua sắm vật tư, thiết bị cho tất cả các công trình của một dự án đầu tư xây dựng.
- Hợp đồng thiết kế và thi công xây dựng công trình (Engineering-Construction viết tắt là EC) là hợp đồng để thực hiện việc thiết kế và thi công xây dựng công trình, hạng mục công trình. Hợp đồng tổng thầu thiết kế và thi công xây dựng công trình là hợp đồng thiết kế và thi công xây dựng tất cả các công trình của một dự án đầu tư xây dựng.
- Hợp đồng thiết kế và mua sắm vật tư, thiết bị (Engineering - Procurement viết tắt là EP) là hợp đồng để thực hiện việc thiết kế và mua sắm vật tư, thiết bị để lắp đặt vào công trình xây dựng theo thiết kế công nghệ. Hợp đồng tổng thầu thiết kế và mua sắm vật tư, thiết bị là hợp đồng thiết kế và mua sắm vật tư, thiết bị cho tất cả các công trình của một dự án đầu tư xây dựng.
- Hợp đồng mua sắm vật tư, thiết bị và thi công xây dựng công trình (Procurement-Construction viết tắt là PC) là hợp đồng để thực hiện việc mua sắm vật tư, thiết bị và thi công xây dựng công trình, hạng mục công trình. Hợp đồng tổng thầu mua sắm vật tư, thiết bị và thi công xây dựng công trình là hợp đồng mua sắm vật tư, thiết bị và thi công xây dựng tất cả các công trình của một dự án đầu tư xây dựng.
- Hợp đồng thiết kế - mua sắm vật tư, thiết bị-thi công xây dựng công trình (viết tắt là hợp đồng EPC) là hợp đồng để thực hiện các công việc từ thiết kế, mua sắm vật tư, thiết bị đến thi công xây dựng công trình, hạng mục công trình và chạy thử, nghiệm thu, bàn giao cho bên giao thầu. Hợp đồng tổng thầu EPC là hợp đồng thiết kế-mua sắm vật tư, thiết bị-thi công xây dựng tất cả các công trình của một dự án đầu tư xây dựng. Hợp đồng EPC được ưu tiên áp dụng đối với dự án phức tạp, có yêu cầu kỹ thuật, công nghệ cao và phải tuân thủ chặt chẽ tính đồng bộ, thống nhất từ khâu thiết kế đến khâu cung cấp thiết bị, thi công, đào tạo chuyển giao công nghệ.
- Hợp đồng chìa khóa trao tay là hợp đồng xây dựng để thực hiện toàn bộ các công việc lập dự án, thiết kế, cung cấp thiết bị công nghệ và thi công xây dựng công trình của một dự án đầu tư xây dựng.
- Hợp đồng cung cấp nhân lực, máy và thiết bị thi công là hợp đồng xây dựng để cung cấp kỹ sư, công nhân (gọi chung là nhân lực), máy, thiết bị thi công và các phương tiện cần thiết khác để phục vụ cho việc thi công công trình, hạng mục công trình, gói thầu hoặc công việc xây dựng theo thiết kế xây dựng;
- Hợp đồng xây dựng đơn giản, quy mô nhỏ là hợp đồng xây dựng để thực hiện các gói thầu và có giá trị không vượt quá hạn mức của gói thầu quy mô nhỏ theo quy định của pháp luật về đấu thầu, đồng thời nội dung công việc thuộc phạm vi của hợp đồng có tính chất kỹ thuật đơn giản, dễ thực hiện.

Theo hình thức giá hợp đồng, hợp đồng xây dựng có các loại Hợp đồng trọn gói, Hợp đồng theo đơn giá cố định, Hợp đồng theo đơn giá điều chỉnh, Hợp đồng theo thời gian, Hợp đồng theo chi phí cộng phí, Hợp đồng theo giá kết hợp là hợp đồng xây dựng sử dụng kết hợp các loại giá hợp đồng. Theo mối quan hệ của các bên tham gia trong hợp đồng, hợp đồng xây dựng có các loại gồm Hợp đồng thầu chính là hợp đồng xây dựng được ký kết giữa chủ đầu tư với nhà thầu chính hoặc tổng thầu, Hợp đồng thầu phụ là hợp đồng xây dựng được ký kết giữa nhà thầu chính hoặc tổng thầu với nhà thầu phụ, Hợp đồng giao khoán nội bộ là hợp đồng giữa bên giao thầu và bên nhận thầu thuộc một cơ quan, tổ chức, Hợp đồng xây dựng có yếu tố nước ngoài là hợp đồng xây dựng được ký kết giữa một bên là nhà thầu nước ngoài với nhà thầu trong nước hoặc chủ đầu tư trong nước.